# オーストリアサッカー協会
オーストリアサッカー協会（オーストリアサッカーきょうかい、独：Österreichischer Fußball-Bund、ÖFB）は、オーストリアにおけるサッカー協会である。1904年に創設。
設立当初から欧州サッカー連盟（UEFA）に加盟している。国際サッカー連盟（FIFA）への加盟は1905年である。本部は首都であるウィーンに置かれる。

## 歴史
1894年にオーストリア初のサッカークラブであるファースト・ヴィエナFCが設立。それがきっかけで同協会が設立された。1905年にFIFAに加盟されたが、正式に加盟が承認されたのは1908年の総会であった。
現在は2300以上のサッカークラブが加盟し、オーストリアスポーツ連盟傘下の競技団体では最大の規模であり、52万人を超える会員数を擁する。

## 運営・組織
- サッカーオーストリア代表
- サッカーオーストリア女子代表
- オーストリア・ブンデスリーガ
- オーストリア・女子ブンデスリーガ

## プロジェクト12
プロジェクト12とは、国防・スポーツ省と共同で立ち上げた育成計画・エリート支援プログラムである。12という数字には「ピッチにいる11人に続くタレントを育てる」という願いが込められている。彼ら・彼女らは所属クラブでの練習に加えて、「プロジェクト12」が用意するスペシャルコーチから指導を受ける。すでに2003年から「チャレンジ08」という自国開催のUEFA EURO 2008に向けた育成プロジェクトを始めており、その土台があったからこそ新たなプロジェクトとして進化させることができた。
「プロジェクト12」の最大の特徴は「個人指導」に特化していることであり、プロジェクト12のスペシャルコーチは、サッカー、トレーニング方法、スポーツ医学、スポーツ心理学の4つの領域について専門知識を持っていなければならない。
ひとりのスペシャルコーチが5～6人の選手を担当して、それぞれに対して個別練習を行なう。さらに各分野の専門家が後方支援し、たとえば全選手の骨格を3次元解析して個別メニューの作成に生かす。日々の練習や健康状態は協会のデータバンクに登録され、成長度も細かくモニターされる。スペシャルコーチの人件費として計30万ユーロ、各クラブへの補助金が計44万ユーロ、そしてアンダー年代の特別メニューに66万ユーロ、1年間に計140万ユーロ（約1億8900万円）の予算が用意されている。このプロジェクトにスポンサーも付いている。